# Puimisson
Puimisson település Franciaországban, Hérault megyében. Lakosainak száma 1218 fő (2022. január 1.). Puimisson Corneilhan, Lieuran-lès-Béziers, Magalas, Pailhès, Puissalicon és Saint-Geniès-de-Fontedit községekkel határos.

## Népesség
A település népességének változása:
| Lakosok száma | 721  | 734  | 738  | 928  | 1040 | 1048 | 1077 | 1152 | 1174 | 1218 |
|               | 1968 | 1982 | 1990 | 2006 | 2013 | 2015 | 2017 | 2019 | 2020 | 2022 |